# Děpolt I.
Děpolt I. (1120/25 – 14/15. srpen 1167, Itálie), zakladatel rodu Děpolticů, byl druhorozený syn Vladislava I. a Richenzy z Bergu z rodu Přemyslovců, bratr Vladislava II.

## Život
Děpolt stál pevně na bratrově straně v mocenských bojích mezi potomky Soběslava I. a Vladislava I. a od bratra získal úděl ve východních Čechách. Účastnil se bitvy Vladislava II. s vojskem moravských údělníků u Vysoké na Čáslavsku. Poražený kníže odjel do říše žádat o pomoc Konráda III. a Děpolta pověřil bráněním Pražského hradu, který společně s kněžnou Gertrudou skutečně uhájil (byť hrad byl silně poškozen).
Pokud se týká údělu, existuje i jiná verze. Podle ní "Na nejmladšího syna knížete Vladislava I. už nevybyl obvyklý úděl na Moravě, a tak mu otec přidělil vládu nad územím okolo Jemnice. Děpolt se pak spojil s ostatními moravskými údělníky a napadl 1145 biskupa Jindřicha Zdíka, což mu vyneslo papežskou klatbu a rozhřešení dosáhl, až když vykonal pouť do Říma. Jeho potomci, Děpoltici, tvořili jednu z větví Přemyslovců, jejíž členové měli úděl v severních Čechách, avšak nikdy nezasedli na knížecí stolec".
V letech 1147-8 byl Vladislav II. na křížové výpravě a Děpolta pověřil správou země, Soběslav II. se snažil situace využít, ale nakonec byl zajat a vězněn na hradě Přimda. Děpolt se zúčastnil i Vladislavova tažení do Polska, které proběhlo z vůle císaře Barbarossy, a také do Milána. Do Milána se už samotný Děpolt s vojskem vrátil ještě dvakrát. V srpnu 1167 zemřel v Itálii na mor.
Děpolt I. měl s manželkou Gertrudou (Sybilou), dcerou Albrechta Medvěda Braniborského, dceru Hedviku, provdanou za Fridricha z Brehny, a syna Děpolta II.